# Cerro Negro
Cerro Negro là một đô thị thuộc bang Santa Catarina, Brasil. Đô thị này có diện tích 416,774 km², dân số năm 2007 là 3948 người, mật độ 95 người/km².